# Marcello Albano
Marcello Albano (* 9. Juni 1961 in Bologna; † 25. Mai 2017) war ein italienischer Comiczeichner. Er lebte und arbeitete in Bologna. 

## Leben
Die Begegnung mit dem Comiczeichner und Maler Andrea Pazienza (1956–1988) motivierte Albano 1983 dazu, ebenfalls mit dem Comiczeichnen zu beginnen. Fortan verfertigte er Comics, Figuren und Studien u. a. für Panini, Mondadori und Warner Bros. Zuletzt arbeitete Albano unter anderem für Marvel Comics an der italienischen Ausgabe von Spider-Man.